# Нежинский агротехнический институт
Обособленное подразделение Национального университета биоресурсов и природопользования Украины «Нежинский агротехнический институт» (укр. Ніжинський агротехнічний інститут) — высшее учебное заведение ІІІ уровня аккредитации, расположен в городе Нежине.

## История
- 1895, 1 июля — Основано Нежинское ремесленное училище.
- 1900, 1 июля — Переименован в Нежинское техническое училище им. А. Ф. Кушакевича.
- 1920 — На базе училища создан Нежинский политехникум.
- 1922 — Политехникум реорганизован в химико-механический техникум, а впоследствии — в агротехникум с отделением сельскохозяйственного машиностроения.
- 1929 — Агротехникум был реорганизован в индустриальный техникум.
- 1933 — Создан Нежинский техникум механизации сельского хозяйства.
- 1993 — Приказом Министерства сельского хозяйства и продовольствия Украины от 04.08.93 г. № 214 техникум реорганизован в Нежинский агротехнический колледж.
- 1996 — Постановлением Кабинета Министров Украины от 23.04.96 г. № 448 колледж передан в сферу управления Национального аграрного университета.
- 2000 — Приказом ректора Национального аграрного университета от 08.06.2000 г. № 213 создан Нежинский агротехнический институт Национального аграрного университета.
- 2001 — Постановлением Кабинета Министров Украины от 16.05.2001 г. № 508 образован Нежинский агротехнический институт, действующий в составе Национального аграрного университета.
- 2005 — Решением ГАК от 21.06.2005, протокол № 56 (приказ МОН Украины от 30.06.2005 г. № 1858-Л) институт признан заведением ІІІ уровня аккредитации.
- 2006 — Приказом ректора Национального аграрного университета от 19.06.2006 № 392 создано обособленное структурное подразделение Национального аграрного университета «Нежинский агротехнический институт».
- 2008 — Постановлением Кабинета Министров Украины от 30.10.2008 г. № 945 и приказом Национального университета биоресурсов и природопользования Украины от 15.12.2008. Обособленное структурное подразделение Национального аграрного университета «Нежинский агротехнический институт» переименован в Обособленное подразделение Национального университета биоресурсов и природопользования Украины "Нежинский агротехнический институт.[2]

## Организационная система
Нежинский агротехнический институт подразделяется на следующие основные учебные структурные подразделения:
- два факультета: инженерии и энергетики, экономики, менеджмента и логистики;
- отделение довузовской подготовки;
- 10 кафедр:
общетехнических дисциплин;
прикладной математики и моделирования;
эксплуатации машин и технического сервиса;
электрифицированных технологий в аграрном производстве;
жизнедеятельности человека;
аграрной экономики;
менеджмента и логистики;
бухгалтерского учёта, анализа и аудита;
транспортных технологий;
социально-гуманитарных дисциплин.
- учебно-научно-производственное подразделение (УНПП).

## Преподавательский состав
В Нежинском агротехническом институте работают 64 штатных научно-педагогических работника, 61 педагогический работник, 148 других работников, 15 мастеров производственного обучения.
Среди преподавателей, обеспечивающих учебный процесс: докторов наук — 17, кандидатов наук — 77, профессоров — 17, доцентов, старших научных сотрудников — 50, преподавателей-методистов — 7, старших преподавателей — 15, преподавателей высшей категории — 37, первой категории — 16 человек. Государственные награды, почетные звания и другие награды имеют 36 человек.

## Технический состав
Заведение состоит из 6 учебных корпусов общей площадью 27320 квадратных метра, 3 общежитий на 760 мест; 61 учебной лаборатории; 29 кабинетов, 9 компьютерных классов, содержащих 156 компьютеров, 2 классов для дистанционного образования.
Есть библиотека с книжным фондом в 90 573 экземпляров, более 25 тысяч названий книг, журналов и другой печатной продукции, 2 читальных зала на 115 мест в учебном корпусе.
Практическое обучение осуществляется на учебно-научно-производственном подразделении, в которое входит лаборатория растениеводства, содержит всего 1052 гектаров земельных угодий, в том числе 698,24 пашни, лаборатория животноводства с учебной фермой с поголовьем 69 голов крупного рогатого скота, и учебной фермой с поголовьем свиней — 204 головы, лаборатория технологического и технического обслуживания, включает в себя машинно-тракторный парк, лаборатория диагностирования и ремонта, семяочистительный комплекс лаборатории переработки сельскохозяйственной продукции.
В институте функционирует медицинский пункт Нежинской центральной городской больницы, который на 100 % обеспечен медицинскими препаратами и оборудованием за средства специального фонда института. Медицинское обслуживание осуществляется фельдшером. Оборудован манипуляционный кабинет, 3 изоляторы.
В институте действуют 9 коллективов художественной самодеятельности: хор «Народное источник», танцевальный ансамбль «Жемчужина Полесья», духовой ансамбль «Акцент», студия детского танца при ансамбле «Жемчужина Полесья», фольклорный ансамбль «Черемшина», драматическая студия «Феерия», эстрадный и вокальный ансамбли, ансамбль народной музыки «Троистые музыки», студия современного танца «Аструм», в которых задействованы 227 студентов дневной формы обучения.